# Eupithecia pygmaeata
Eupithecia pygmaeata là một loài bướm đêm thuộc họ Geometridae. Nó được tìm thấy ở phần lớn châu Âu, miền tây và miền nam Xibia, Viễn đông Nga, miền bắc Mông Cổ và Bắc Mỹ (from Alaska to Newfoundland và Labrador và Quebec, phía nam đến Colorado).
Sải cánh dài 14–18 mm. Có hai lứa trưởng thành một năm con trưởng thành bay từ giữa tháng 4 đến tháng 8.
Ấu trùng ăn các loài Cerastium và Stellaria. Ấu trùng can be có ở tháng 6 đến tháng 9. Nó qua màu đông dưới dạng nhộng.

## Phụ loài
- Eupithecia pygmaeata pygmaeata
- Eupithecia pygmaeata obumbrata Taylor, 1906 (British Columbia)

## Hình ảnh

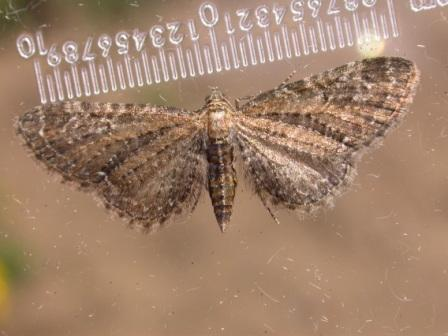
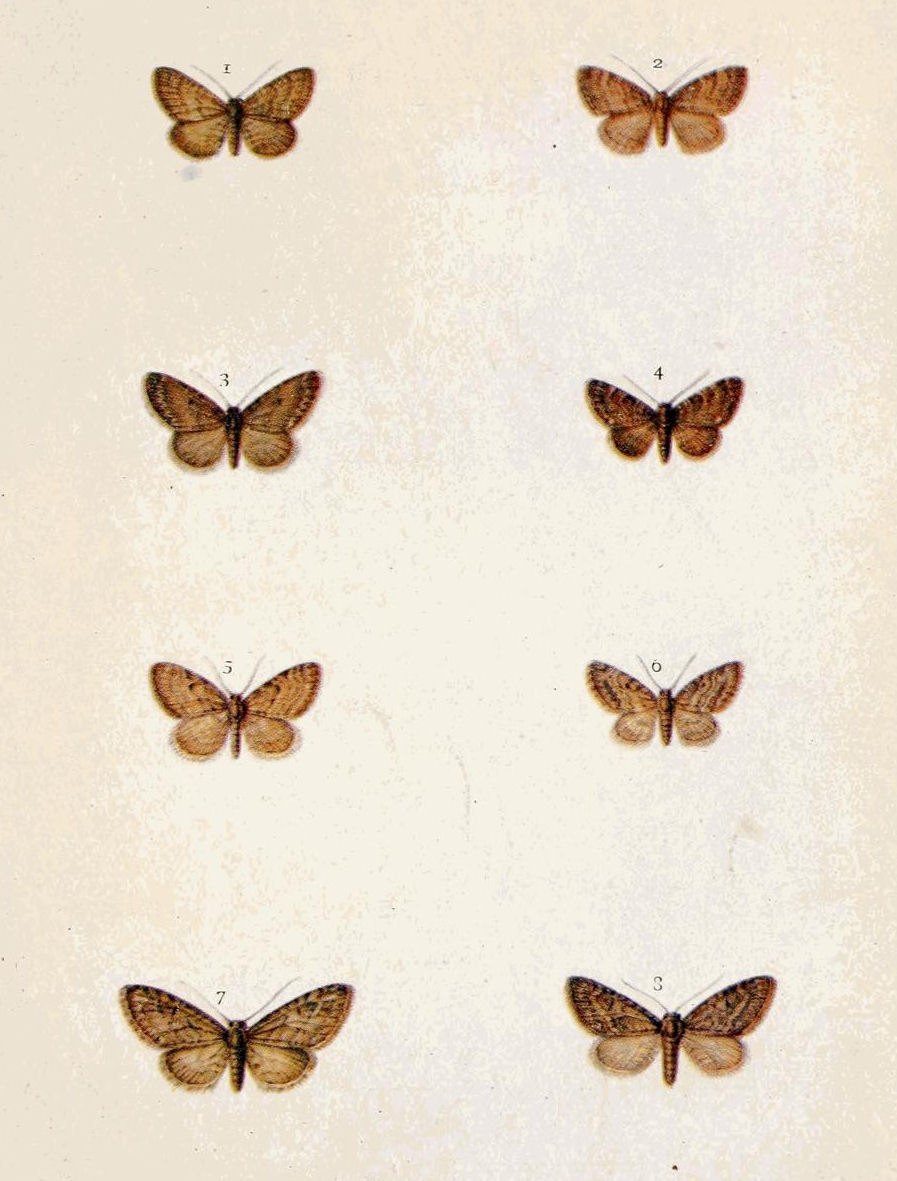